# Westick (Fröndenberg)

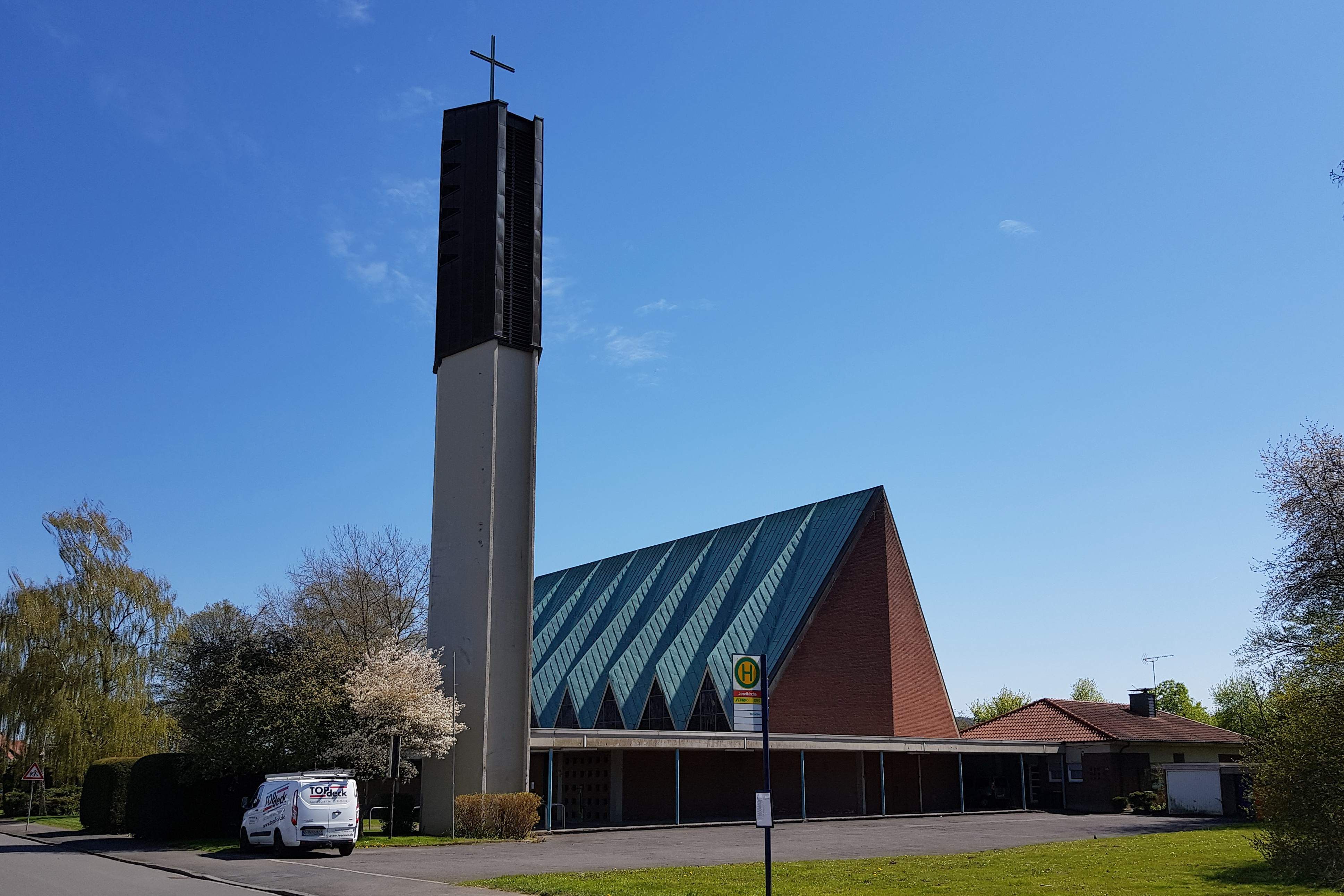
Kirche St. Josef in Westick

Westick ist eine Ortslage der Stadt Fröndenberg/Ruhr. Der Ort gehört zur Kernstadt Fröndenberg.

## Geografische Lage
Westick liegt östlich der Fröndenberger Innenstadt. Die Ruhr bildet die südliche Grenze des Ortes.

## Nachbargemeinden
Westick grenzte im Jahr 1901 im Uhrzeigersinn im Westen beginnend an die Gemeinden Stift Fröndenberg, Dorf Fröndenberg und Neimen (alle im Landkreis Hamm) sowie Schwitten (damals im Kreis Iserlohn).

## Geschichte
Am 1. April 1902 verlor die Gemeinde Westick bei Fröndenberg ihre Selbständigkeit, als die Gemeinde Fröndenberg durch den Zusammenschluss der bisherigen Gemeinden Dorf Fröndenberg, Stift Fröndenberg und Westick bei Fröndenberg gebildet wurde.
Im Jahr 1849 hatte die Gemeinde 139 Einwohner. Im Jahr 1895 waren es 274 Einwohner.

## Verkehr
Die Landesstraße L 673 verbindet Westick im Westen mit Fröndenberg/Ruhr, Langschede, Dellwig, Geisecke, Schwerte, Westhofen und Garenfeld sowie im Osten mit Neimen, Frohnhausen, Bentrop und Wickede (Ruhr).
Sie ist eine vielbefahrene Straße und trägt innerhalb der Ortslage Westick den Namen Westickerstraße. Zur Stadtmitte hin leitet sie bis zu einem Bahnübergang, um dann als Alleestraße weiter in die Innenstadt zu führen. Sie wird unter anderem für den Güterverkehr aus dem weiter östlich liegenden Industriegebiet genutzt.